# Señal Power good

Esquema de un conector ATX de 24 pines (superior). El pin que conduce la señal Power Good está señalado como PWR_OK. El color del cable es gris.

En informática, la señal Power Good previene a una computadora de intentar operar a voltajes incorrectos y dañarse, alertándola de un suministro de energía inapropiado.
La especificación ATX define a la señal Power Good como una señal de +5 voltios (V) generada en la fuente de alimentación luego de que esta ha superado el autochequeo interno y los valores de salida se han estabilizado. Esto normalmente toma entre 100 y 500 milisegundos, y sucede inmediatamente después de que la fuente de alimentación se ha encendido. La señal es entonces enviada a la placa madre donde será recibida por el chip de temporizador del procesador, que controla la línea de reinicialización al procesador.
Las fuentes de alimentación baratas o de baja calidad no siguen la especificación ATX de un circuito de monitoreo exclusivo; en estos casos, la salida de la señal Power Good está unida a una de las líneas de 5 V. Esto significa que el procesador no se reinicializará por un mal suministro de energía a no ser que la línea de 5 V baje lo suficiente para desactivar el desencadenador, lo cual podría ser demasiado bajo para un correcto funcionamiento.

## Valores Power Good
El valor Power Good está basado en el tiempo, medido en milisegundos, que demora una fuente de alimentación para ser completamente operativa. Un valor Power Good normal está por encima de los 100ms y por debajo de los 900ms.